# تشارلز د. غريفين
تشارلز د. غريفين (بالإنجليزية: Charles D. Griffin)‏ هو ضابط أمريكي، ولد في 12 يناير 1906 في فيلادلفيا في الولايات المتحدة، وتوفي في 26 يونيو 1996 في Melvin Village, New Hampshire ‏ في الولايات المتحدة.

## روابط خارجية
- تشارلز د. غريفين على موقع مونزينجر (الألمانية)